# Орден Свободы (Украина)
Орден Свободы  (укр. орден Свободи) — государственная награда Украины для отличия выдающихся и особых заслуг граждан в утверждении суверенитета и независимости Украины, консолидации украинского общества, развитии демократии, социально-экономических и политических реформ, отстаивании конституционных прав и свобод человека и гражданина.

## История награды
- 18 августа 2005 года Президент Украины Виктор Ющенко Указом № 1177/2005 постановил поддержать предложение Комиссии по государственным наградам и геральдике об учреждении ордена Свободы за особые заслуги граждан в утверждении суверенитета и независимости Украины, развитии демократии; также было поддержано учреждение медали «За спасённую жизнь». Комиссии было поручено провести в трёхмесячный срок всеукраинский конкурс по разработке проектов знака ордена Свободы и медали «За спасённую жизнь» и с учётом его результатов подать законопроект о внесении изменений в Закон Украины «О государственных наградах Украины».
- 10 апреля 2008 года Верховная рада Украины приняла Закон Украины № 258-VI «О внесении изменений в Закон Украины „О государственных наградах Украины“», которым были установлены новые государственные награды Украины — орден Свободы и медаль «За спасённую жизнь».
- 20 мая 2008 года Указом Президента Украины Виктора Ющенко № 460/2008 утверждён статут ордена, включающий описание знака ордена.
- 29 сентября 2008 года первым кавалером ордена стал король Швеции Карл XVI Густав.

## Статутордена
- Орденом Свободы могут быть награждены граждане Украины, иностранцы и лица без гражданства.
- Награждение орденом Свободы производится указом Президента Украины.
- Награждение орденом Свободы вторично не производится.
- Награждение орденом Свободы может быть проведено посмертно.
- Награждённый орденом Свободы именуется кавалером ордена Свободы.
- Представление к награждению орденом Свободы и вручение этой награды производится в соответствии с Порядком представления к награждению и вручению государственных наград Украины[1].
- Лицу, награждённому орденом Свободы, вручаются знак ордена и орденская книжка установленного образца.

## Описание знака ордена

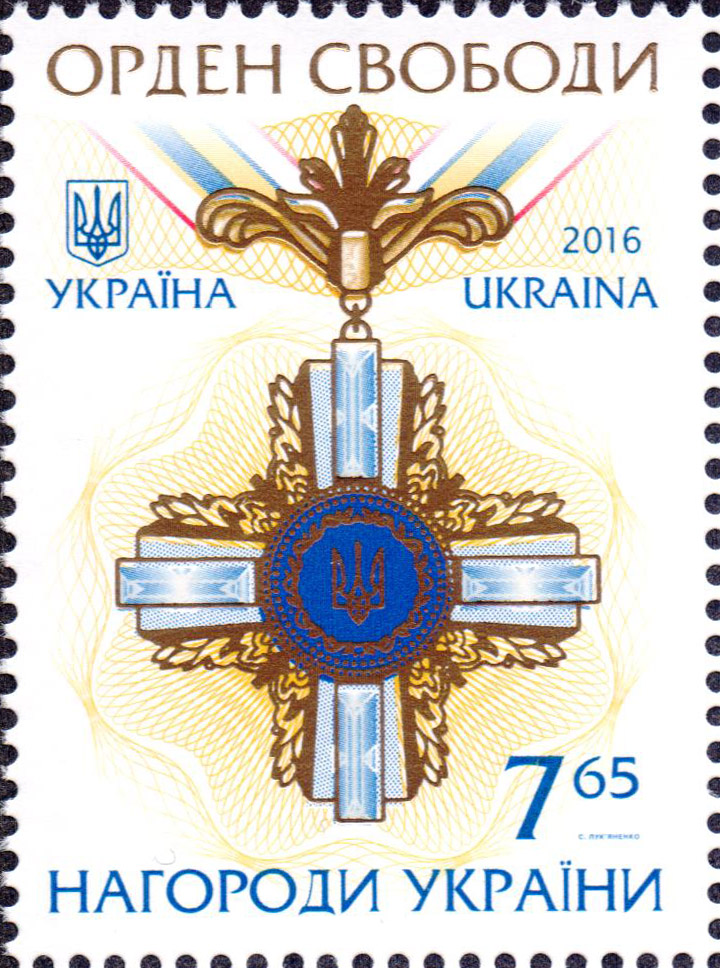
Орден Свободы на почтовой марке Украины 2016 года(Mi #1567)

Знак ордена Свободы изготовляется из позолоченного серебра и имеет форму равностороннего креста с расходящимися сторонами. Стороны креста покрыты белой эмалью и украшены четырьмя прямоугольными искусственными кристаллами «Сваровски». В центре креста — круглый эмалевый медальон синего цвета, с золотым изображением Знака Княжеского Государства Владимира Великого, обрамлённый лавровым венком. Медальон обрамлён двойным декоративным очертанием. Стороны углов креста обрамлены стилизованным растительным орнаментом. Все изображения рельефные.
Обратная сторона знака ордена плоская с выгравированным номером знака.
Размер знака ордена между противоположными концами креста — 54 мм.
Знак ордена с помощью кольца с ушком соединен с декоративной планкой, являющейся основой ленты для ношения знака ордена на шее.
Планка ленты изготовляется из того же металла, что и знак ордена. Лента ордена шёлковая муаровая белого цвета с продольными полосками — посредине широкими синего и жёлтого цветов, окаймленными по краям узкими полосками соответственно жёлтого и синего цветов, и с краев ленты узкими полосками оранжевого цвета. Ширина ленты — 28 мм, ширина широких полосок синего и жёлтого цветов — по 6 мм каждая, узких полосок жёлтого и синего цветов, а также полосок оранжевого цвета — по 2 мм каждая.

## Планка ордена
Планка ордена представляет собой прямоугольную металлическую пластинку, обтянутую лентой. Размер планки: высота — 12 мм, ширина — 28 мм.

## Порядок ношения
Орден Свободы носится на шейной ленте. При наличии у награждённого других орденов Украины, носящихся на шейной ленте, носится выше их.

## Кавалеры ордена
По состоянию на 1 августа 2025 года кавалерами ордена Свободы являются 86 человек, в том числе 29 иностранных граждан.